# Бєльський Лев Миколайович
Лев Миколайович Бєльський (справжнє ім'я — Абрам Михайлович Левін, (1889, містечко Мір, Мінської губернії — 16.10.1941, Москва) — діяч радянських спецслужб, комісар ГБ 2 рангу (26.11.1935), заступник наркома внутрішніх справ СРСР (03.11.1936 — 08.04.1938); перший заступник наркома шляхів сполучення СРСР (08.04.1938 — 01.04.1939), депутат Верховної Ради СРСР 1 скликання. Один з безпосередніх організаторів «Великого терору».
Народився в сім'ї службовця транспортної контори. До революції — 1903—1907 — учень-хлопчик в конторі на ф-ці Зільберблата, Варшава, екстерном склав іспити при Віленському навчальному окрузі на домашнього вчителя і аптекарського учня (1908), 1907—1908 — давав приватні уроки, 1909—1910 — фармацевт в аптеці, містечко Мір.

## Революції і громадянська війна
- 1905—1907 — член партії Бунд
- 1914—1916 — в царській армії, отримав поранення, робота в тилу
- У жовтні 1917 — керуючий справами міської Ради депутатів у Вілейці,
- грудень 1917 — вступив у ВКП(б)
- З січня 1918 — в органах ВЧК. До квітня 1918 — інструктор НКВД РРФСР з реорганізації Рад, арешти кадетів і правих есерів
- 1918—1919 — голова Симбірської губернської ЧК
- 1919—1920 — обіймав посади у фронтових ЧК
- З лютого 1921 — повпред ВЧК в Тамбовській губернії. Брав найактивнішу участь у придушенні антоновського селянського повстання, а також у проведенні каральних заходів проти цивільного населення

## Робота в органах
- З жовтня 1921 — повпред ВЧК (ГПУ) на Далекому Сході.
- 15.11.1923 — 17.02.1930 — повноважний представник ОДПУ в Середній Азії,
- з 17.02.1930 — повпред по Московській області.
- У серпні 1931 звільнений з посади і призначений членом колегії Наркомату постачання та начальником Головного управління народного харчування
- 25.07.1933 — повпред ОДПУ по Нижньо-Волзькому краю.
- 04.01.1934 — начальник Головного управління робітничо-селянської міліції ОГПУ (пізніше — НКВД) СРСР. Цей пост Бєльський займав до 07.08.1937, одночасно
- 03.11.1936 — 28.5.1938 — заст. наркома внутрішніх справ СРСР М. І. Єжова; відповідальний за організацію масових репресій і фальсифікації результатів слідства
- 08.04.1938 — 01.04.1939 — 1-й заст. наркома шляхів сполучення. Формально залишався на службі в НКВС, але реального відношення до цього відомства більше не мав.

## Останні роки життя
В квітні 1939 Бєльського відправили начальником будівництва на залізницю Картали-Акмолінськ, а 30.06.1939 — через 2,5 місяця після арешту Єжова — заарештували. 05.07.1941 він засуджений Військовою колегією Верховного суду СРСР до страти. Розстріляний.